# George White's 1935 Scandals
George White's 1935 Scandals è un film del 1935 diretto da George White. Stella dello spettacolo, la bionda Alice Faye, ma il film viene ricordato soprattutto come il debutto cinematografico in un ruolo importante di Eleanor Powell, all'epoca giovane ballerina di 23 anni, star delle scene di Broadway con alle spalle già un paio di film, ma in piccoli ruoli.
Alice Faye sostituì l'attrice tedesca Lilian Harvey che aveva abbandonato il set per tornare in Germania.

## Trama
A Broadway, la messa in scena della nuova rivista Scandals di George White.

## Produzione
Girato il 10 dicembre 1934 e il 2 febbraio 1935 dalla Fox Film Corporation

## Distribuzione
Distribuito dalla Fox Film Corporation, il film uscì nelle sale statunitensi il 29 marzo 1935.

### Date di uscita
IMDb
- USA	29 marzo 1935
- Francia	30 agosto 1935

Alias
- Escándalos de 1935	Spagna
- George White's Scandals	Francia